# East Central Penobscot
East Central Penobscot es un territorio no organizado ubicado en el condado de Penobscot en el estado estadounidense de Maine. En el Censo de 2010 tenía una población de 343 habitantes y una densidad poblacional de 1,14 personas por km².

## Geografía
East Central Penobscot se encuentra ubicado en las coordenadas 45°6′20″N 68°24′36″O / 45.10556, -68.41000. Según la Oficina del Censo de los Estados Unidos, East Central Penobscot tiene una superficie total de 299.82 km², de la cual 296.49 km² corresponden a tierra firme y (1.11%) 3.33 km² es agua.

## Demografía
Según el censo de 2010, había 343 personas residiendo en East Central Penobscot. La densidad de población era de 1,14 hab./km². De los 343 habitantes, East Central Penobscot estaba compuesto por el 94.17% blancos, el 0.87% eran afroamericanos, el 1.46% eran amerindios, el 0% eran asiáticos, el 0% eran isleños del Pacífico, el 2.04% eran de otras razas y el 1.46% pertenecían a dos o más razas. Del total de la población el 2.33% eran hispanos o latinos de cualquier raza.